# Neoperla perspicillata
Neoperla perspicillata är en bäcksländeart som beskrevs av Peter Zwick 1980. Neoperla perspicillata ingår i släktet Neoperla och familjen jättebäcksländor. Inga underarter finns listade i Catalogue of Life.